# Rolf Mützenich

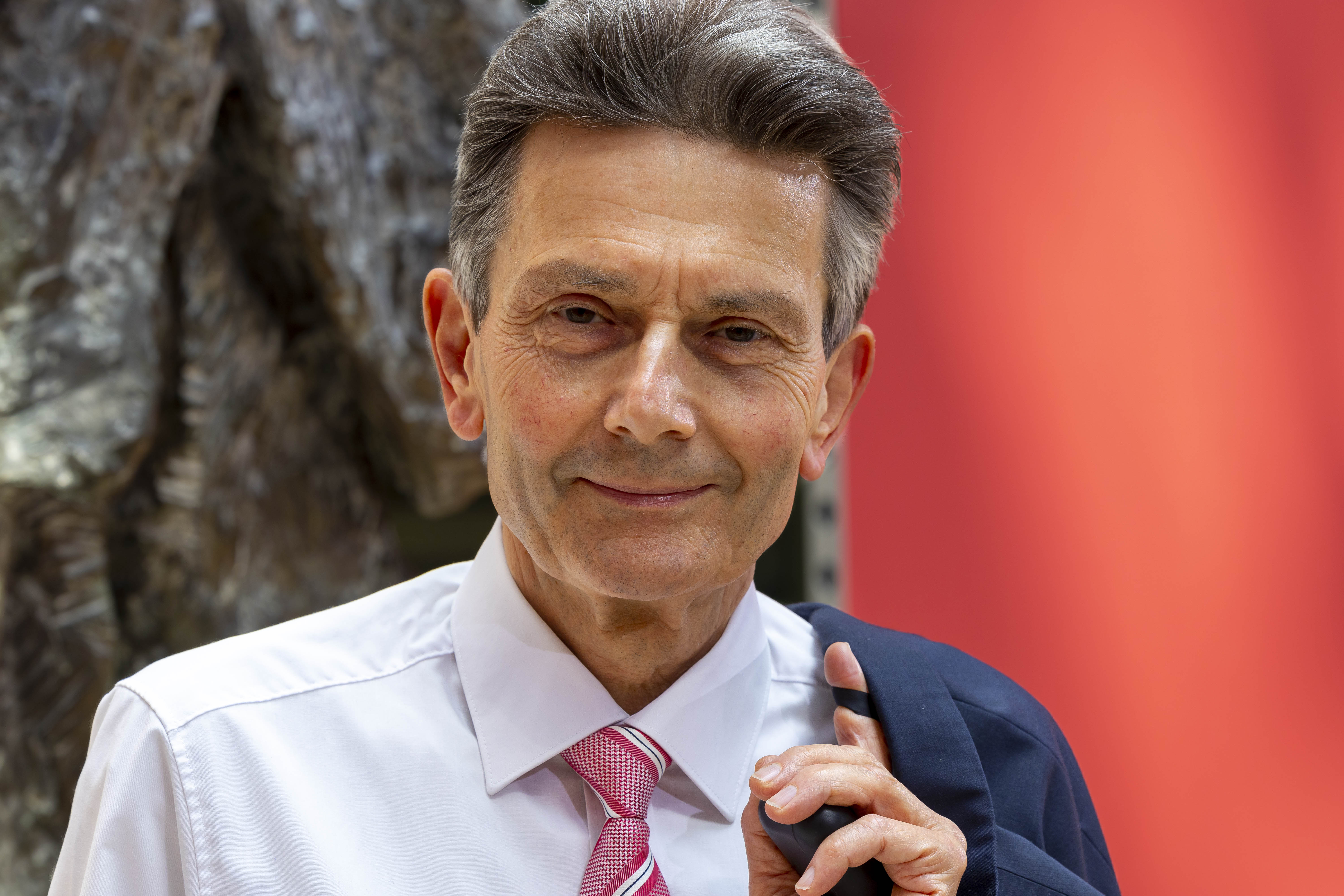
Rolf Mützenich (2023)

Rolf Heinrich Mützenich (* 25. Juni 1959 in Köln) ist ein deutscher Politiker (SPD). Er ist seit 2002 Mitglied des Deutschen Bundestages und war von September 2019 bis Februar 2025 Vorsitzender der SPD-Bundestagsfraktion.

## Herkunft, Studium und Privates
Rolf Mützenich stammt aus einer Arbeiterfamilie. Er begann nach dem Abitur 1978 im Jahr 1979 ein Studium der Politikwissenschaft, der Geschichte und der Wirtschaftswissenschaft, das er 1990 als Diplom-Politikwissenschaftler beendete. Neben dem Studium organisierte er für Kölner Landtags- und Bundestagsabgeordnete Wahlkämpfe und ihre Büroarbeit, zum Beispiel für Konrad Gilges, seinem unmittelbaren Vorgänger im Bundestagswahlkreis Köln III. 1991 erfolgte seine Promotion zum Dr. rer. pol. an der Universität Bremen mit der Arbeit Atomwaffenfreie Zonen und internationale Politik – historische Erfahrungen, Rahmenbedingungen, Perspektiven.
Mützenich ist verheiratet und hat zwei Kinder.

## Politische Laufbahn

### Landespolitik (1991 bis 2002)
Nach seiner Promotion 1991 trat Mützenich als Referent in den Dienst des Ministeriums für Arbeit, Gesundheit und Soziales des Landes Nordrhein-Westfalen ein. Seit 1993 war er als wissenschaftlicher Mitarbeiter der SPD-Fraktion im Landtag von Nordrhein-Westfalen tätig, bis er 1998 als Leiter des Referats Grundsatzfragen der Landessozialpolitik in das Ministerium für Arbeit, Gesundheit und Soziales des Landes Nordrhein-Westfalen zurückkehrte. Von 2001 bis 2002 war er schließlich Leiter des Büros des nordrhein-westfälischen Landtagspräsidenten Ulrich Schmidt.

### Bundespolitik (seit 2002)

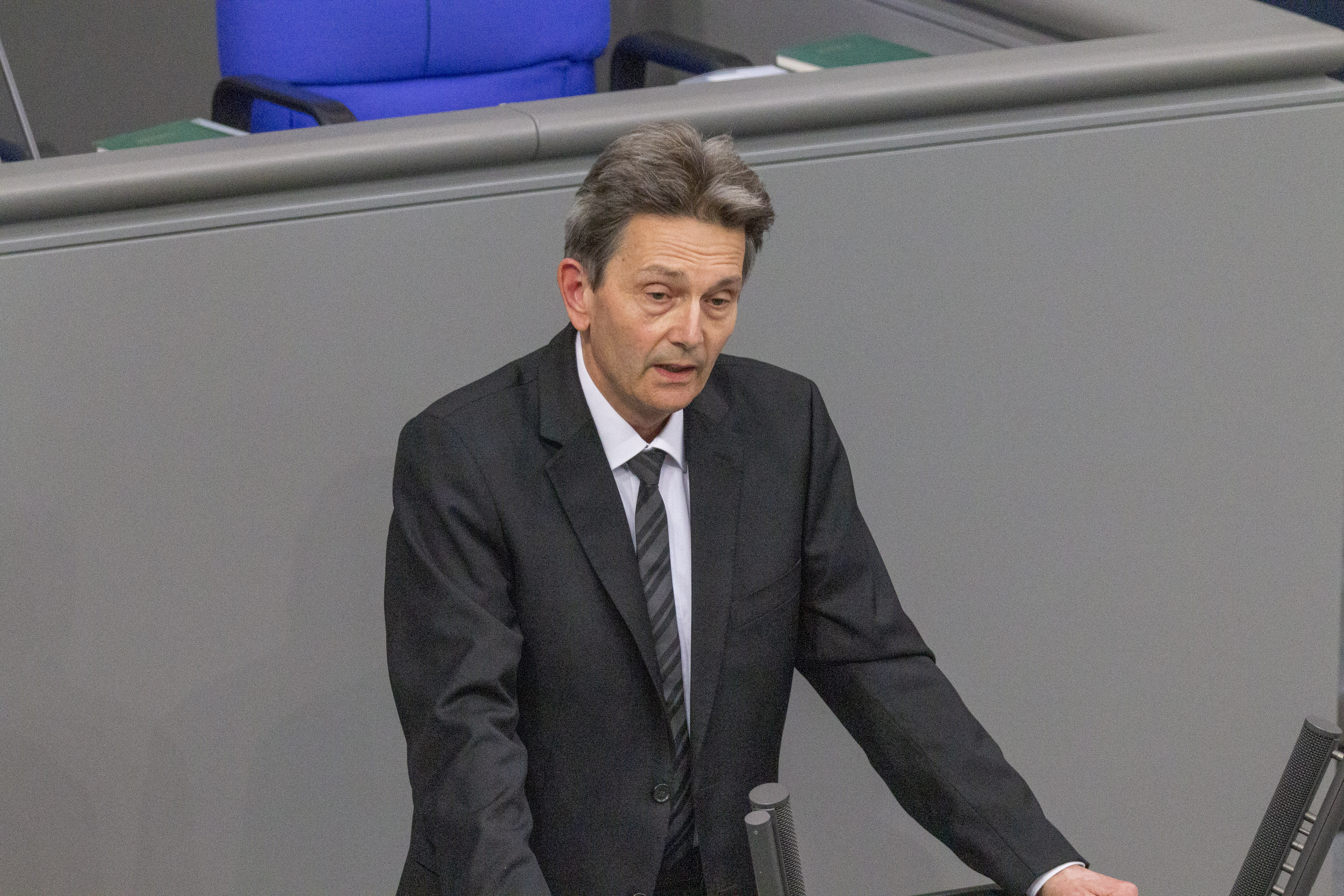
Rolf Mützenich im Deutschen Bundestag (2020)

Seit 2002 ist Mützenich Mitglied des Deutschen Bundestages. Hier war er von Januar bis November 2005 Sprecher der Arbeitsgruppe „Abrüstung und Rüstungskontrolle“ der SPD-Bundestagsfraktion. In der SPD-Bundestagsfraktion gehört er der Parlamentarischen Linken an. Nachdem er von 2009 bis 2013 außenpolitischer Sprecher der SPD-Bundestagsfraktion war, wurde er 2013 stellvertretender Fraktionsvorsitzender für den Bereich Außen-, Verteidigungs- und Menschenrechtspolitik. Nach dem Rücktritt von Andrea Nahles übernahm er am 4. Juni 2019 als dienstältester Stellvertreter kommissarisch den Fraktionsvorsitz und wurde am 24. September 2019 mit 97,7 Prozent der Stimmen zum Fraktionsvorsitzenden gewählt. Nach der Bundestagswahl 2021 wurde Mützenich am 29. September 2021 erneut mit 97 Prozent zum Vorsitzenden der SPD-Bundestagsfraktion gewählt. Nach der Bundestagswahl 2025 kündigte er seinen Rücktritt als SPD-Fraktionsvorsitzender an. Anschließend wurde Lars Klingbeil zum Fraktionsvorsitzenden gewählt.
Von November 2005 bis November 2009 war Mützenich Vorsitzender der Deutsch-Iranischen Parlamentariergruppe und Sprecher des SPD-Fraktionsgesprächskreises „Naher und Mittlerer Osten“. Von 2009 bis 2013 war er Vorsitzender der Deutsch-Japanischen Parlamentariergruppe. Außerdem ist er ehrenamtliches Mitglied im Vorstand der Friedrich-Ebert-Stiftung und Vorsitzender des Kuratoriums des Max-Planck-Instituts für Gesellschaftsforschung in Köln.
Mützenich ist bis einschließlich der Bundestagswahl 2021 stets als direkt gewählter Abgeordneter des Wahlkreises Köln III in den Bundestag eingezogen. Bei der Bundestagswahl 2002 erhielt er 50,3 % und 2005 50,5 %. Bei der Bundestagswahl 2009 erhielt er dort 35,9 % der Erststimmen, bei der Bundestagswahl 2013 39,32 %, bei der Bundestagswahl 2017 32,3 %, und bei der Bundestagswahl 2021 29,9 %. Nach der Wahl 2021 war Mützenich für das Amt des Bundestagspräsidenten im Gespräch, dessen Besetzung der SPD als stärkster Kraft im Parlament zustand; die Entscheidung fiel aber letztlich auf Bärbel Bas.
Im 19. Deutschen Bundestag war Mützenich ordentliches Mitglied im Gemeinsamen Ausschuss und gehörte als stellvertretendes Mitglied dem Vermittlungsausschuss an.
Am 14. Dezember 2024 wurde er auf der Wahlkreiskonferenz erneut für seinen Wahlkreis als Direktkandidat für die Bundestagswahl 2025 nominiert. Bei dieser verlor er den Wahlkreises Köln III mit 25,81 % an Katharina Dröge (Bündnis 90/Die Grünen), die 26,01 % erreichte. Mützenich zog über die Landesliste in den Bundestag ein.
Mützenich geriet im Mai 2020 in die Kritik, nachdem er die Bundestagsabgeordnete Eva Högl (SPD) als Wehrbeauftragte des Deutschen Bundestages vorgeschlagen hatte. Kritisiert wurde, dass diese den bisherigen Wehrbeauftragten Hans-Peter Bartels (SPD) ersetzte, der parteiübergreifend Respekt in diesem Amt hatte und Högl damals keine Erfahrung in den Bereichen Bundeswehr und Verteidigungspolitik besaß.

### Partei
Als Kind war Mützenich bei der Sozialistischen Jugend Deutschlands – Die Falken (SJD – Die Falken). Schon als Schüler wurde er mit dem 16. Lebensjahr 1975 Mitglied der SPD. Er engagierte sich zunächst bei den Jusos und war zuletzt stellvertretender Vorsitzender im Unterbezirk Köln. Von 1989 bis 1993 gehörte Mützenich der sicherheitspolitischen Kommission des SPD-Bundesvorstandes und von 2001 bis 2005 der Bundeskontrollkommission der SJD – Die Falken an. Des Weiteren gehört er dem friedenspolitischen Gesprächskreis Erhard-Eppler-Kreis an.

## Positionen zum Krieg in der Ukraine
Im Mai 2021, vier Monate vor der Bundestagswahl 2021, kritisierte Mützenich den Grünen-Politiker Robert Habeck scharf. Dessen Forderung nach Defensivwaffen für die Ukraine im Rahmen des laufenden Russisch-Ukrainischen Kriegs sei ein Zeichen dafür, dass Habeck blauäugig sei oder sich im Wahlkampf um ein neues Image bemühe. Die Grünen seien nicht regierungsfähig und unaufrichtig. Habeck gieße mit seiner Forderung Öl ins Feuer; als ehemaliger Landesumweltminister verkenne er die innere Situation in der Ukraine und das in der Region nötige komplexe Krisenmanagement.
Ende Januar 2022, vier Wochen vor dem Beginn des russischen Überfalls auf die Ukraine, äußerte er, dass er die „russische Bedrohungsanalyse“ nicht teile, aber verstehe.
Man brauche eine Sicherheitsarchitektur in Europa, die Militärbündnisse überwinde und Russland einschließe, auch wenn das momentan „illusorisch“ erscheine. Die NATO sei keine Garantie für Rechtsstaatlichkeit und Demokratie, wie die Beispiele Ungarn, Polen oder auch Trump gezeigt hätten. Russland habe „berechtigte Sicherheitsinteressen“; das müsse öffentlich anerkannt werden. Dies habe nichts mit der Ukraine zu tun, sondern „mit den USA, dem Wegfall von Rüstungsabkommen“. Es gehe um „Deeskalation“, man hätte „Angebote im Bereich der Abrüstung und Rüstungskontrolle“ und in Stationierungsfragen und Vertrauensbildung.
Das Zentrum gegen Desinformation des Nationalen Sicherheits- und Verteidigungsrates der Ukraine führt Mützenich auf einer Liste von Personen, deren „Narrative … mit der russischen Propaganda übereinstimmen“, allerdings (Stand Mitte 2022) lediglich wegen einer Forderung nach einem Waffenstillstand.
Nach Beginn der russischen Invasion äußerte Mützenich Zweifel am Verstand des russischen Präsidenten Putin. Dessen Verhalten sei „komplett irrational“. Er wies Vorwürfe zurück, die SPD sei zu naiv gewesen; man sei nicht „gutgläubig“ gewesen. Aber es sei zu „konstatieren, dass wir uns in Putin getäuscht und ihn für einen rationalen Akteur gehalten haben“.
Er bekräftigte „grundsätzliche Zweifel“ am Konzept atomarer Abschreckung; in den Jahren zuvor hatte er ein Sicherheitssystem ohne solche Abschreckung und ohne NATO gefordert.
Im April 2022 kritisierte er die von den Abgeordneten Michael Roth (SPD), Marie-Agnes Strack-Zimmermann (FDP) und Anton Hofreiter (Grüne) bei einer Reise in die Ukraine erhobene Forderung nach Lieferungen schwerer Waffen. Es könne richtig sein, sich in der Ukraine selbst ein Bild über die Lage zu machen; es sei jedoch falsch, dann „beispiellose Entscheidungen zu fordern“, die man nicht selbst verantworten müsse.
Er warf Kritikern aus den Reihen der Koalition vor, dass es ihnen nur „am Rande“ um die Ukraine gehe. Deutschland handele im Einklang mit Partnerländern und verantwortungsvoll; man müsse aber den Eindruck vermeiden, selber Kriegspartei zu sein und dürfe auch nicht die Einsatzfähigkeit der Bundeswehr gefährden. Er fordere von der SPD-Fraktion Geschlossenheit.
Anfang 2023 kritisierte er im Zusammenhang der Debatte um die Freigabe bzw. Lieferung von Leopard-2-Kampfpanzern an die Ukraine die Vorsitzende des Verteidigungsausschusses Strack-Zimmermann scharf und behauptete, diese und andere würden „uns in eine militärische Auseinandersetzung hinein[reden]. Dieselben, die heute Alleingänge mit schweren Kampfpanzern fordern, werden morgen nach Flugzeugen oder Truppen schreien“. Sicherheitspolitik sei nicht auf Waffenlieferungen reduzierbar; Deutschlands Führungsrolle zeige sich auf unterschiedlichen Feldern der Hilfs- und Unterstützungsleistungen für die Ukraine. „Gleichzeitig tragen wir mit einer verantwortungsvollen Politik mit dazu bei, einen neuen Kalten Krieg zu verhindern. Eine solche Epoche darf nicht wieder die internationale Ordnung prägen.“
Strack-Zimmermann warf ihm daraufhin im Bundestag vor, das „Sinnbild aller zentralen Verfehlungen deutscher Außenpolitik“ zu sein. Er sei „nicht mehr in der Lage, sein Weltbild der Realität anzupassen“.
Im März 2024 forderte Mützenich in einer Bundestagsdebatte über einen Antrag der Unionsfraktion zur Lieferung von Taurus-Marschflugkörpern an die Ukraine, es solle darüber nachgedacht werden, wie man den Krieg „einfrieren“ könne. Sei „es nicht an der Zeit, dass wir nicht nur darüber reden, wie man einen Krieg führt, sondern auch darüber nachdenken, wie man einen Krieg einfrieren und später auch beenden“ könne?
Mützenichs Forderungen fanden laut Plenarprotokoll „Beifall bei der SPD, der Linken und dem BSW sowie bei Abgeordneten der AfD und des Abgeordneten Robert Farle“.
Dies führte zu erneuter heftiger Kritik an Mützenich sowohl aus dem Regierungslager, insbesondere von Vertretern der Grünen und der FDP, als auch von den Unionspolitikern und Teilen der SPD. Mützenich wies die Kritik zurück und sagte, er habe sich „klar für die Unterstützung der Ukraine, auch mit Waffen und Munition, ausgesprochen“.
Die Grünen-Vorsitzende Ricarda Lang sagte, Mützenichs Rede sei ein „Rückfall in die alte Russlandpolitik der Sozialdemokratie“, es sei offensichtlich, dass das geforderte Einfrieren „am Ende zu unfassbarem Leid der vielen Menschen in diesen besetzten Territorien führen würde.“ Finanzminister Christian Lindner äußerte sich gleichfalls ablehnend: „Fragen der Sicherheit der Bundesrepublik Deutschland und der Existenz der Demokratie in der Ukraine dürfen nicht zum Gegenstand von Vorwahlkampf werden, wie es der Vorsitzende der SPD-Fraktion versucht hat.“
Verteidigungsminister Boris Pistorius (SPD) distanzierte sich von den Aussagen Mützenichs. Es dürfe keinen Diktatfrieden geben „und keinen Frieden, der dazu führt, oder einen Waffenstillstand oder ein Einfrieren, bei dem Putin am Ende gestärkt herausgeht und den Konflikt fortsetzt, wann immer es ihm beliebt“.
Außenministerin Annalena Baerbock (Grüne) verwies auf den Bericht der Vereinten Nationen zur Lage in der Ukraine; dieser lese sich wie ein Horrorbuch.
Die estnische Ministerpräsidentin Kaja Kallas kommentierte die Anregung Mützenichs, den „Krieg in der Ukraine einzufrieren“, mit dem Satz „In einer Welt voller Gewalt wäre Pazifismus Selbstmord – ganz einfach ausgedrückt“.
Der Generalinspekteur der Bundeswehr, Carsten Breuer, äußerte sich gleichfalls skeptisch: „Die derzeitige militärische Situation in der Ukraine lässt ein Einfrieren des Krieges weder möglich noch erstrebenswert erscheinen“, so gut wie alle eingefrorenen Konflikte seien später wieder mit Gewalt fortgeführt worden. Der ehemalige Bundeskanzler Gerhard Schröder (SPD), ein Freund des russischen Präsidenten Wladimir Putin, hingegen unterstützte Mützenich: „Mir scheint, dass der Fraktionsvorsitzende der SPD, Herr Rolf Mützenich, auf dem richtigen Weg ist. Seine Position sollte von der Partei und Fraktion unterstützt werden“.
Mützenich blieb auch danach bei seiner Position.
Er sei in den „Sozial- und Friedenswissenschaften ausgebildet. Dort wird das Einfrieren als Begrifflichkeit genutzt, um in einer besonderen Situation zeitlich befristete lokale Waffenruhen und humanitäre Feuerpausen zu ermöglichen, die überführt werden können in eine beständige Abwesenheit militärischer Gewalt.“ Was allerdings die Zustimmung beider Kriegsparteien voraussetze. In der 13. Kalenderwoche 2024 wurde ein offener Brief SPD-angehöriger Historiker – Martina Winkler, Gabriele Lingelbach, Jan Claas Behrends, Dirk Schumann und Heinrich August Winkler – an die SPD veröffentlicht, der die Auffassung vertrat, dass der u. a. von Mützenich vertretene Standpunkt und dessen Äußerungen zu Recht in der Öffentlichkeit kritisiert würden, da diese „immer wieder willkürlich, erratisch und nicht selten faktisch falsch“ seien. Sie ließen die „nötige Klarheit und unzweideutige Solidarität vermissen“, die aus dem Begriff der „Zeitenwende“ eigentlich folgen müsste.
Nach wie vor werde ihre frühere Ostpolitik „romantisierend als Markenzeichen der SPD“ betrachtet, Fehler und Verstrickungen von SPD-Politikern aber nicht aufgearbeitet. Das sei gefährlich, weil so die notwendige neue Außenpolitik eine irregeleitete Grundlage bekäme. Das von Mützenich geforderte Einfrieren bedeute in Wirklichkeit „eine Beendigung zugunsten des Angreifer“.
Der Konfliktforscher Joachim Krause bewertete im März 2024 Mützenichs Position als widersprüchlich und vermutete, dass sie weniger für eine Konfliktlösung in der Ukraine vorgebracht wurde als für die Möglichkeit der SPD, sich in kommenden Wahlkämpfen als „Friedenspartei“ darstellen zu können. Grundsätzlich sei es nicht unstatthaft, über verschiedene Wege einer Beendigung des Krieges nachzudenken, in Deutschland neige man durchaus dazu, schnell Denkverbote zu verhängen. Mützenichs Argumentation sei inkohärent. Er gebe keine Anhaltspunkte, wie Putin – der offenkundig fest entschlossen sei, die Ukraine zu besiegen – von Deutschland oder anderen Akteuren überhaupt zu einem gewünschten „Einfrieren“ des Konfliktes gebracht werden könne, das bereits unerklärte „Einfrieren“ solle dazu dann noch irgendwie weitere Verhandlungen ermöglichen, auch dies erläutere Mützenich nicht. Stattdessen gebe er an, dass, solange Putin nicht verhandeln wolle, man auch nicht verhandeln könne, was zwar richtig sei, aber die Frage aufwerfe, warum Mützenich dann überhaupt Verhandlungen gefordert habe. Herfried Münkler – selber SPD-Mitglied – hielt fest, dass Mützenich offenbar Schwierigkeiten habe, anzuerkennen, dass in der internationalen Politik nunmal die Antagonisten die „Rhythmik des Geschehens“ bestimmten. Ulrich Kühn vom Hamburger IFSH wies darauf hin, dass der Begriff des Einfrierens nach dem Zusammenbruch der Sowjetunion aufgekommen sei und sich auf sehr blutige Konflikte beziehe, in denen Russland eine gewichtige Rolle gespielt habe. Diese seien dann diplomatisch zeitweise unterbrochen worden, „ohne aber eine politische Lösung des eigentlichen Konflikts zu finden“. Stattdessen seien die Kampfhandlungen später wieder aufgenommen worden, gelungen sei eine Konfliktbeilegung so „eigentlich nie“. In der Ukraine fehle jede Basis für das von Mützenich angedachte Vorgehen. Putin glaube, den Krieg militärisch zu gewinnen, und sehe keinen Grund, Kompromisse einzugehen, und die Ukraine strebe die vollständige Integrität ihres Staatsgebietes an.
Der Osteuropahistoriker Martin Schulze Wessel diagnostizierte, in der „irrlichternden Argumentation des Kanzleramts und der Fraktionsführung zur Frage der Taurus-Lieferung“ mache sich ein intellektueller „Kompetenzverlust“ der SPD bemerkbar. Er hielt es ferner für bemerkenswert, dass Mützenich nicht anerkenne und nie anerkannt habe, dass die Ukraine 1994 durch das Budapester Memorandum freiwillig und bewusst auf ihre Atomwaffen verzichtet habe, und stattdessen in „Verdrehung der Fakten“ argumentiere, dass die Ukraine auf diese Waffen sowieso keinen Zugriff gehabt habe und Russland sie nicht aufgegeben hätte, selbst wenn sie auf dem Gebiet der Ukraine stationiert gewesen seien. Dabei seien die Waffen ja gerade nicht mehr im russischen Zugriff gewesen und die Ukraine hätte trotz mangelnder Freischaltcodes genug technische Expertise gehabt, um die volle Kontrolle über Atomwaffen zu bekommen.

## Manifest zur deutschen Sicherheits- und Außenpolitik
Im Juni 2025 war Mützenich Mitinitiator des vom Erhard-Eppler-Kreis herausgegebenen Manifests Friedenssicherung in Europa durch Verteidigungsfähigkeit, Rüstungskontrolle und Verständigung, in dem ein Wandel in der deutschen Sicherheits- und Außenpolitik gefordert wird. Das Manifest sprach sich zwar für eine Verteidigungsfähigkeit Deutschlands aus, warnte vor dem Hintergrund der Aufrüstung Europas jedoch vor einem „neuen Rüstungswettlauf“ und forderte stattdessen eine „Rüstungskontroll- und Abrüstungspolitik“ mit Russland, um eine „gemeinsame Sicherheit und gegenseitige Friedensfähigkeit“ in Europa zu erreichen. Das Manifest rief Kritiken von namhaften Parteikollegen hervor, wurde außerhalb der SPD jedoch auch konstruktiv rezipiert. Mehrere Wochen später stand der SPD-Parteitag u. a. im Zeichen der von dem Manifest ausgehenden Debatte um die außenpolitische Ausrichtung der SPD. Insgesamt gehörten fünf von 120 SPD-Bundestagsabgeordneten zu den Erstunterzeichnern des Papiers.
Bei breiter Kritik aus der SPD begrüßte die AfD das Manifest: „Wenn nun selbst prominente SPD-Politiker eine Kurskorrektur fordern, dann ist das ein spätes, aber wichtiges Signal“, sagte der außenpolitische Sprecher der AfD-Bundestagsfraktion, Markus Frohnmaier.

## Publikationen
- Atomwaffenfreie Zonen und internationale Politik. Historische Erfahrungen, Rahmenbedingungen, Perspektiven. Frankfurt am Main [u. a.] (Lang), 1991, ISBN 3-631-43815-X.
- Die atomare Gefahr wächst, in: Detlev Albers, Andrea Nahles (Hrsg.): Linke Programmbausteine. Denkanstöße zum Hamburger Programm der SPD. Berlin (Vorwärts-Buch-Verl.), 2007. S. 40–44, ISBN 3-86602-020-1.
- Ist die Zeit reif für eine »linke« Außenpolitik? Gemeinsamkeiten, Hindernisse und Unterschiede, in: Paul Schäfer (Hrsg.): In einer aus den Fugen geratenden Welt. Linke Außenpolitik? Eröffnung einer überfälligen Debatte. Hamburg (VSA Verlag), 2014. S. 228–238, ISBN 978-3-89965-606-0.
- Die Rückkehr der „Geopolitik“. Zur Neuvermessung der Macht im internationalen Staatensystem. in: Hendrik W. Ohnesorge (Hrsg.): Macht und Machtverschiebung. Schlüsselphänomene internationaler Politik. Festschrift für Xuewu Gu zum 65. Geburtstag. Berlin, Boston (De Gruyter Oldenbourg), 2022, ISBN 978-3-11-079502-8.